# KNVB Beker 2009/10 (amateurs)
Het seizoen 2009/10 van de KNVB Beker voor amateurs is de 30e editie in deze opzet van de Nederlandse voetbalcompetitie met als inzet de KNVB Beker voor amateurs en een plek in de Super Cup amateurs. Aan het toernooi doen zaterdag- en zondaghoofdklassers mee in hun eigen district. De districtkampioenen strijden in twee voorrondes, twee halve finales en de finale om de beker. Twee districtkampioenen hoeven geen voorronde te spelen: zij spelen in de halve finale een uitwedstrijd. Het toernooi wordt georganiseerd door de Koninklijke Nederlandse Voetbalbond (KNVB). De titelverdediger is Barendrecht, dat in Schelluinen in de finale van het seizoen 2008/2009 LRC Leerdam met 3-1 versloeg. Dit seizoen werd Barendrecht uitgeschakeld in de kwartfinales van het district West II door Capelle.
De clubs die de halve finales in de districtbeker bereiken, plaatsen zich voor het "grote" KNVB Bekertoernooi van volgend seizoen.

## Districtbekers

### Opzet
In elk district werd er begonnen in een poule van vier clubs. De winnaar en de nummer twee gingen door naar de knock-outfase. Daarna werden in sommige districten tussenrondes gespeeld om het aantal clubs terug te brengen naar een macht van twee, om knock-outrondes te kunnen spelen (bijvoorbeeld 64 of 128). In andere districten werden enkele clubs vrijgeloot en gingen zo automatisch door naar de derde ronde.
Vanwege het grote aantal clubs in het westen en zuiden van Nederland, zijn er in beide regio's twee districten. Daardoor zijn er zes districten: Noord, Oost, West I, West II, Zuid I en Zuid II.
| Datum             | Thuisclub       | Uitslag     | Uitclub         |
| Kwartfinale       | Kwartfinale     | Kwartfinale | Kwartfinale     |
| ----------------- | --------------- | ----------- | --------------- |
| 27 april          | ACV             | 3-1         | PKC '83         |
| 27 april          | DIO Oosterwolde | 1-2         | SV Urk-2        |
| 27 april          | Harkemase Boys  | 0-1         | SC Genemuiden   |
| 27 april          | WKE             | 0-2         | Sneek Wit Zwart |
| Halve finale      |                 |             |                 |
| 5 mei             | SC Genemuiden   | 1-0         | ACV             |
| 6 mei             | SV Urk-2        | 0-2         | Sneek Wit Zwart |
| Finale in Sneek * |                 |             |                 |
| 24 mei            | Sneek Wit Zwart | 2-1         | SC Genemuiden   |

| Datum               | Thuisclub     | Uitslag     | Uitclub      |
| Kwartfinale         | Kwartfinale   | Kwartfinale | Kwartfinale  |
| ------------------- | ------------- | ----------- | ------------ |
| 3 april             | FC Presikhaaf | 2-1         | PH           |
| 13 april            | HSC '21       | 2-1         | De Treffers  |
| 20 april            | Excelsior '31 | 0-1         | SVZW         |
| 27 april            | Quick'20      | 1-0         | Rohda Raalte |
| Halve finale        |               |             |              |
| 27 april            | FC Presikhaaf | 1-3         | HSC '21      |
| 11 mei              | SVZW          | 1-1 ns      | Quick'20     |
| Finale in Oldenzaal |               |             |              |
| 2 juni              | Quick'20      | 0-1         | HSC '21      |

| Datum                | Thuisclub    | Uitslag     | Uitclub          |
| Kwartfinale          | Kwartfinale  | Kwartfinale | Kwartfinale      |
| -------------------- | ------------ | ----------- | ---------------- |
| 23 maart             | Hoogland     | 0-1         | IJsselmeervogels |
| 23 maart             | Spakenburg   | 2-2 ns      | Zwaluwen '30     |
| 13 april             | DOVO         | 7-1         | Vrone            |
| 15 april             | Argon        | 4-0         | Pancratius       |
| Halve finale         |              |             |                  |
| 5 april              | Zwaluwen '30 | 2-2 wns     | IJsselmeervogels |
| 21 april             | DOVO         | 1-1 wns     | Argon            |
| Finale in Spakenburg |              |             |                  |
| 11 mei               | DOVO         | nv 4-1      | Zwaluwen '30     |

| Datum             | Thuisclub        | Uitslag     | Uitclub          |
| Kwartfinale       | Kwartfinale      | Kwartfinale | Kwartfinale      |
| ----------------- | ---------------- | ----------- | ---------------- |
| 23 maart          | Scheveningen     | 0-1         | Rijnsburgse Boys |
| 23 maart          | VV Nieuwerkerk   | 4-4 ns      | Voorschoten '97  |
| 13 april          | Capelle          | 2-0         | Barendrecht      |
| 23 april          | UVS              | 3-0         | PPSC             |
| Halve finale      |                  |             |                  |
| 27 april          | Rijnsburgse Boys | 1-1 ns      | Voorschoten '97  |
| 27 april          | UVS              | 3-2         | Capelle          |
| Finale in Katwijk |                  |             |                  |
| 22 mei            | Voorschoten '97  | 4-0         | UVS              |
|                   |                  |             |                  |
| Finale cat. 2     |                  |             |                  |
| 22 mei            | VDL-Maassluis    | 4-1         | Oosterheem       |

| Datum                | Thuisclub     | Uitslag     | Uitclub       |
| Kwartfinale          | Kwartfinale   | Kwartfinale | Kwartfinale   |
| -------------------- | ------------- | ----------- | ------------- |
| 13 april             | VV Dongen     | 4-1         | UNA           |
| 13 april             | Kloetinge     | 4-1         | RCS           |
| 13 april             | Kozakken Boys | 2-1         | Theole        |
| 20 april             | VV Zwaluwe    | 1-3         | VC Vlissingen |
| Halve finale         |               |             |               |
| 12 mei               | VC Vlissingen | ns 1-1      | Kloetinge     |
| 13 mei               | VV Dongen     | ns 1-1      | Kozakken Boys |
| Finale in Oosterhout |               |             |               |
| 22 mei               | VC Vlissingen | 0-2         | VV Dongen     |

| Datum             | Thuisclub        | Uitslag     | Uitclub          |  |
| Kwartfinale       | Kwartfinale      | Kwartfinale | Kwartfinale      |  |
| ----------------- | ---------------- | ----------- | ---------------- |  |
| 28 april          | SV Deurne        | 6-2         | Blauw Geel '58   |  |
| 22 april          | HVCH             | 2-1         | Dijkse Boys      |  |
| 27 april          | SVME             | 2-4         | RKSV Groene Ster |  |
| 28 april          | Wilhelmina '08   | 3-1         | PSV '35          |  |
| Halve finale      |                  |             |                  |  |
| 6 mei             | RKSV Groene Ster | 3-0         | Wilhelmina '08   |  |
| 12 mei            | SV Deurne        | 3-1         | HVCH             |  |
| Finale in Eijsden |                  |             |                  |  |
| 24 mei            | RKSV Groene Ster | 3-5 nv      | SV Deurne        |  |

## Landelijke beker

### Kwartfinale
Van de zes districtswinnaars worden twee clubs vrijgeloot, vier clubs strijden om twee plaatsen in de halve finale, die ze op eigen terrein mogen spelen.

### Halve finale
De in de kwartfinale vrijgelote clubs speelden in de halve finale automatisch een uitwedstrijd.

## Deelnemers per ronde
De deelnemers per ronde zijn:
| Deelnemerscategorie | Kwartfinale | Halve Finale | Finale | Winnaar | Landelijke halve finale | Landelijke finale | Landelijke winnaar |
| ------------------- | ----------- | ------------ | ------ | ------- | ----------------------- | ----------------- | ------------------ |
| Hoofdklasse         | 23          | 12           | 7      | 4       | 3                       | 1                 |                    |
| Eerste klasse       | 9           | 5            | 4      | 2       | 1                       | 1                 | 1                  |
| Tweede klasse       | 10          | 2            |        |         |                         |                   |                    |
| Derde klasse        | 4           | 2            | 1      |         |                         |                   |                    |
| Vierde klasse       | 1           | 1            |        |         |                         |                   |                    |
| Reservehoofdklasse  | 1           | 1            |        |         |                         |                   |                    |
| Totaal              | 48          | 24           | 12     | 6       | 4                       | 2                 | 1                  |

1980/81 · 1981/82 · 1982/83 · 1983/84 · 1984/85 · 1985/86 · 1986/87 · 1987/88 · 1988/89 · 1989/90 · 1990/91 · 1991/92 · 1992/93 · 1993/94 · 1994/95 · 1995/96 · 1996/97 · 1997/98 · 1998/99 · 1999/00 · 2000/01 · 2001/02 · 2002/03 · 2003/04 · 2004/05 · 2005/06 · 2006/07 · 2007/08 · 2008/09 · 2009/10 · 2010/11 · 2011/12 · 2012/13 · 2013/14 · 2014/15 · 2015/16 · 2016/17 · 2017/18 · 2018/19 · 2019/20 · 2020/21 · 2021/22 · 2022/23 · 2023/24 · 2024/25 · 2025/26